# Ardagast
Ardagast oder Ardagastes (altgriechisch Ἀρδάγαστος Ardagastos) war ein slawischer Heerführer, der zwischen 584 und 593 in der Walachei auf dem Gebiet des heutigen Rumänien agierte (siehe Landnahme der Slawen auf dem Balkan).
584 wurde Ardagast erstmals erwähnt, als er mit slawischen Kämpfern ins Byzantinische Reich bis vor Konstantinopel vordrang, wo sie zurückgeschlagen wurden (siehe auch Balkanfeldzüge des Maurikios). 585 gelangten die Slawen bis Adrianopel, wo sie von byzantinischen Truppen zum Kampf gestellt wurden.
593 fielen die Slawen unter Ardagast in Thrakien ein, worauf byzantinische Truppen über die Donau in sein Gebiet vordrangen und viele Gefangene machten. Ardagast konnte nur knapp entkommen. Weitere Nachrichten über ihn sind nicht überliefert; anscheinend war er nach den hohen Verlusten während des Feldzugs von 593 nicht mehr in der Lage, weiter zu agieren.